# Serieåret 2006

## Händelser

### Januari
- 15 januari - The Guardian recenserar Hergé's Adventures of Tintin, musikalversionen vid Young Vic baserad på Tintin i Tibet.[1]

### Maj
- Maj - Den 20:e och avslutande delen av Buddy Longway ges ut.

### Oktober
- 29 oktober – Bamse firar 40 år sedan första publiceringen i Allers den 29 oktober 1966. Upplagemässigt var 1980-talet tidningens storhetstid.[2]

### Okänt datum
- Egmont Kärnan påbörjar utgivning av serietidningarna Banzai, Fairies[3], Kalle Anka & C:o Kick-it!, Power Rangers Magazine och Spider-Man Kidz.

## Pristagare
- Adamsonstatyetten: Frode Øverli, Johan Wanloo
- Stripschapprijs: Gerard Leever
- Urhunden för svenskt album: "Pojken i skogen" av Mats Jonsson

## Avlidna
- 26 januari - Seth Fisher
- 2 februari - Guglielmo Letteri
- 14 februari - Torvald Gahlin, 95, svensk skämt- och serietecknare.
- 2 april - Buddy Blue
- 21 april - Fred Burton
- 29 april - Sid Barron
- 12 maj - Ferdinando Tacconi
- 27 maj - Alex Toth, 77, amerikansk serieskapare.
- 8 juni - Jack "Jaxon" Jackson
- 14 juni - Jean Roba
- 14 juli - Tom Frame
- 17 juli - Mickey Spillane, 88. Spillane skrev textavsnitt till serier tidigt i hans karriär.

### Fotnoter
1. ↑  The Guardian
2. ↑   När Var Hur 2008. DN
3. ↑  Seriesamlarna